# أمال سريع برج الغدير
أمال سريع برج الغدير فريق كرة قدم جزائري تأسس سنة 1957 ينشط في الدوري الجزائري، مجموعة وسط شرق القسم الثالث.

## روابط خارجية
الصفحة الرسمية للفريق على فيسبوك